# Galería Nacional de Arte Antiguo
La Gallerie Nazionali d'Arte Antica, o Galería Nacional de Arte Antiguo, es un museo de Roma, Italia, ubicado en dos sedes distantes entre sí: el Palacio Barberini y el Palacio Corsini.
El Palacio Barberini fue diseñado para el papa Urbano VIII por el arquitecto italiano Carlo Maderno (1556-1629) sobre la antigua ubicación de la Villa Sforza. El techo de su salón central fue decorado por Pietro da Cortona con el panegírico visual de la Alegoría de la Divina Providencia y del Poder Barberini para glorificar a la papal familia Barberini. El edificio, que se hallaba parcialmente ocupado por organismos públicos, fue sometido a una larga remodelación (2007-2012), por lo que sus colecciones se comprimieron temporalmente en unas pocas salas. Concluidas las obras, dispone de un espacio de mil metros cuadrados para muestras temporales.
El Palacio Corsini, anteriormente conocido como Palacio Riario, es un palacio del siglo XV que fue reconstruido en el siglo XVIII por el arquitecto Ferdinando Fuga para el Cardenal Neri Maria Corsini. En el siglo XVII fue residencia de Cristina de Suecia, tras abdicar del trono y convertirse al Catolicismo.
La colección de esta institución incluye obras de Gian Lorenzo Bernini, Caravaggio (Judith y Holofernes), Giovanni Baglione, Hans Holbein, Perugino, Nicolas Poussin, Giulio Romano, El Greco, Rafael (el famoso retrato de La fornarina), Carlo Saraceni, Tiépolo, Tintoretto y Tiziano. Hay que insistir en que la colección se divide entre los dos palacios, si bien el grueso de las obras más conocidas se halla en el Palacio Barberini.

## Obras maestras

### Palazzo Barberini
Andrea del Sarto

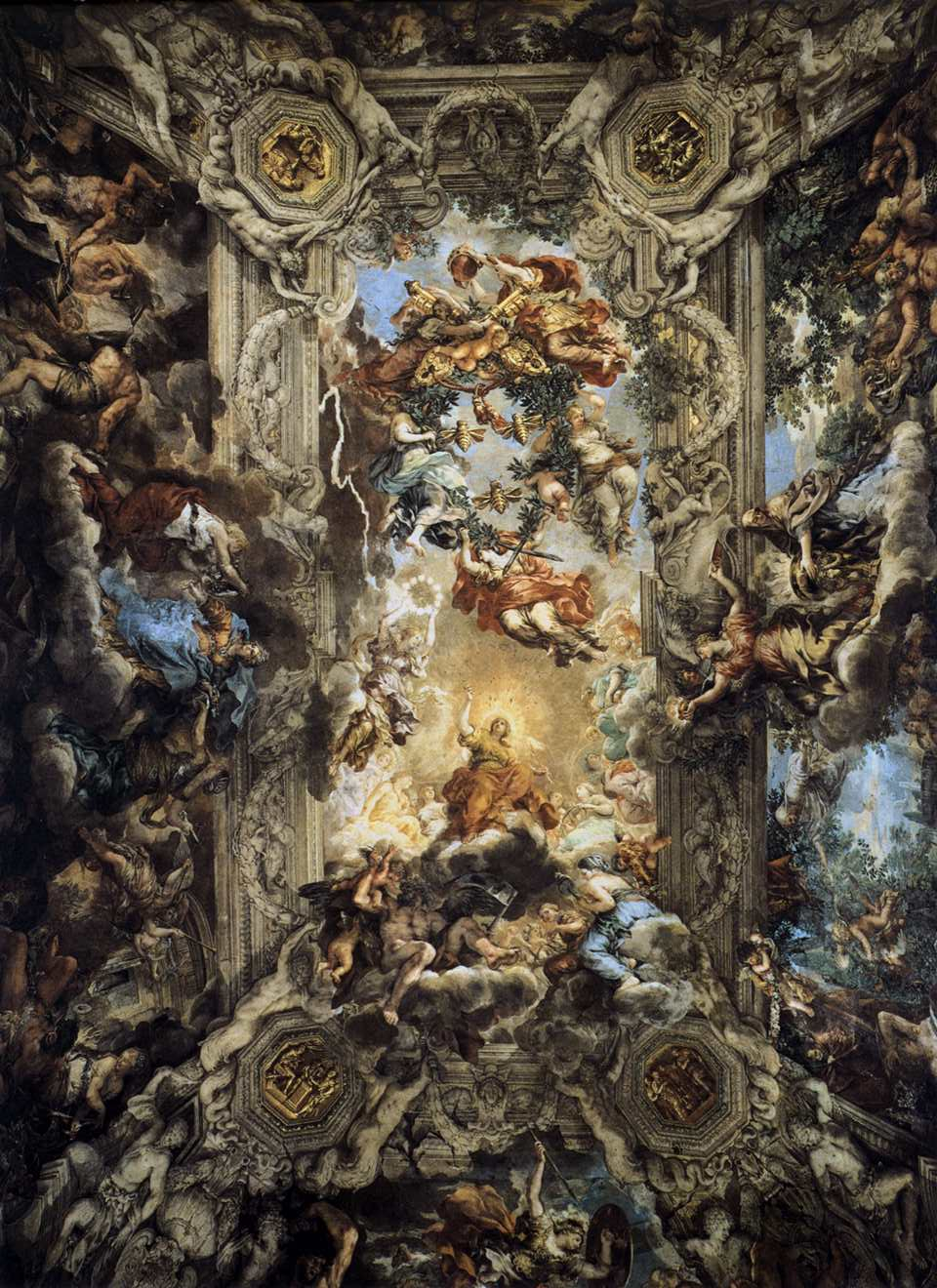
Palazzo Barberini, Triunfo de la Divina Providencia

- Sagrada Familia Barberini, 1528 circa

Bartolomeo Veneto
- Retrato de gentilhombre

Giovanni Baglione
- Amor sacro y Amor profano

Pompeo Batoni
- Sir Henry Peirse

Gian Lorenzo Bernini
- Retrato de Urbano VIII
- Busto de Urbano VIII

Agnolo Bronzino
- Retrato de Stefano Colonna

Canaletto
- Vista de la Plaza de San Marcos

Caravaggio
- Judit y Holofernes, 1599
- Narciso, 1599

El Greco
- Adoración de los Pastores
- Bautismo de Cristo

Pedro Fernández de Murcia
- Visión del beato Amadeo, 1513 circa

Garofalo
- La virgen vestal Claudia Vincia

Giulio Romano
- Madonna Herz, 1522-1523

Guercino
- Et in Arcadia ego 1618-1622

Hans Holbein
- Retrato de Enrique VIII

Giovanni Lanfranco
- Venus tocando el arpa

Filippo Lippi
- Madonna de Tarquinia, 1437
- Anunciación con dos donantes, 1440-1445

Lorenzo Lotto
- Matrimonio místico de Santa Catalina de Alejandría, 1524

Quentin Massys
- Erasmo da Rotterdam

Piero di Cosimo
- Magdalena

Pietro da Cortona
- Ángel custodio

Pintor romano
- Virgen con Cristo bendiciendo

Nicolas Poussin
- Paisaje con Agar y el ángel

Mattia Preti
- Incendio de Troya, 1630 circa
- La cena del rico Epulón

Rafael
- La Fornarina, 1518-1519

Guido Reni
- Magdalena
- Beatrice Cenci

Giovanni Battista Tiepolo
- Sátiro y Cupido

Tintoretto
- Cristo y la mujer adúltera

Tiziano
- Venus y Adonis, 1560 circa

Simon Vouet
- La buenaventura

Gaspar van Wittel
- Villa Medici

Valentin de Boulogne
- La expulsión de los mercaderes del templo

### Palazzo Corsini
- Andrea del Sarto
  - Virgen con El Niño
- Baciccio

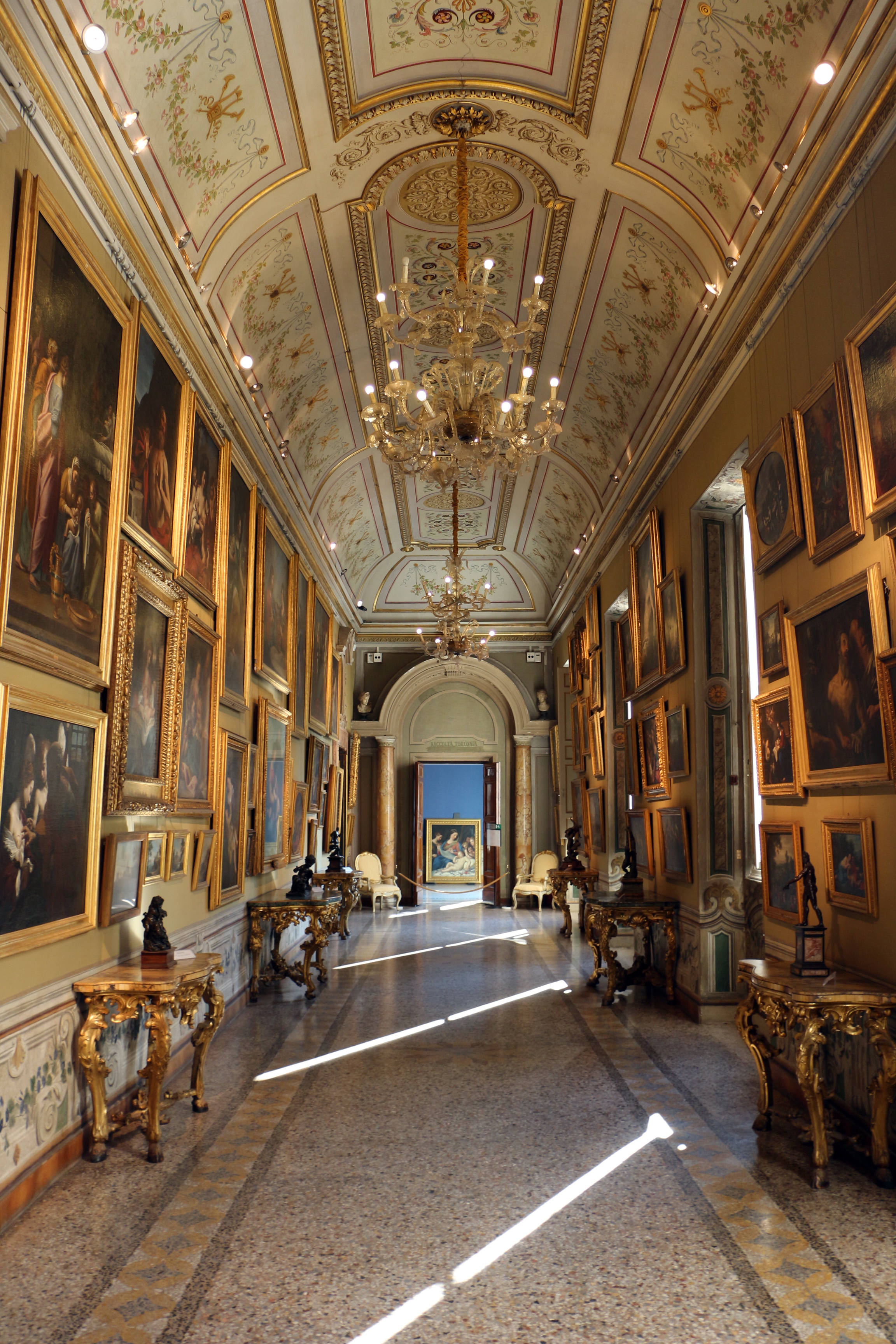
Quadreria di Palazzo Corsini

  - Retrato del cardenal Neri Corsini
- Jacopo Bassano
  - La adoración de los pastores
- Fra Angelico
  - Tríptico del Juicio Final
- Marco Benefial
  - Visión de santa Caterina Fieschi
- Christian Berentz
  - El aperitivo elegante
- Caravaggio
  - San Juan Bautista
- Rosalba Carriera
  - Los Cuatro Elementos
- Fra Bartolomeo
  - Sagrada Familia'
- Orazio Gentileschi
  - La Virgen con el Niño
- Luca Giordano
  - Jesús con los doctores en el templo
- Giovanni da Milano
  - Políptico con escenas de la vida de Cristo
- Giovanni Lanfranco
  - San Pedro cura a Santa Ágata en la cárcel
- Carlo Maratta
  - Rebeca y Eliezer en el pozo
- Bartolomé Esteban Murillo
  - La Virgen con El Niño
- Giambattista Piazzetta
  - Judit y Holofernes
- Mattia Preti
  - El tributo de la moneda
- Nicolas Poussin
  - Triunfo de Ovidio
- Guido Reni
  - Salomé con la cabeza del Bautista
- Jusepe de Ribera
  - Venus y Adonis
- Salvator Rosa
  - El castigo de Prometeo
- Pieter Paul Rubens
  - San Sebastián
  - Estudio de una cabeza
- Simon Vouet
  - Herodes con la cabeza del Bautista